# Ma non tutta la vita
Ma non tutta la vita è un singolo del gruppo musicale italiano Ricchi e Poveri, pubblicato il 7 febbraio 2024.

## Descrizione
Prodotto da Itaca, il brano è stato presentato in gara durante la 74ª edizione del Festival di Sanremo, dove si è classificato al ventunesimo posto al termine della kermesse musicale.
Il 12 luglio 2024 è stata poi pubblicata la versione in lingua spagnola del brano, dal titolo Pero no toda la vida.

## Video musicale
Il video musicale, diretto da Galattico, è stato pubblicato in concomitanza del lancio del singolo sul canale YouTube dei Ricchi e Poveri.

## Tracce
Testi e musiche di Cheope, Stefano Marletta e Edwyn Roberts.
1. Ma non tutta la vita – 3:10

Versione spagnola
Testi e musiche di Cheope, Stefano Marletta e Edwyn Roberts.
1. Pero no toda la vida – 3:10

## Classifiche

### Classifiche settimanali
| Classifica (2024) | Posizione massima |
| ----------------- | ----------------- |
| Italia            | 11                |

### Classifiche di fine anno
| Classifica (2024) | Posizione |
| ----------------- | --------- |
| Italia            | 35        |